# Hotel Austria na Pražském Předměstí
 Hotel Austria na Pražském Předměstí (Sladkovského čp. 215) – hotel na Pražském Předměstí, který byl vybudován v letech 1907-1908 proti nádraží.

## Historie
Hotel Austria byl postaven v letech 1907-1908 proti královéhradeckému nádraží vedle c. k. pošty. Jeho majitelem byl Alois Hofbauer, kterému byla vydána hostinská živnost 18. července 1907. Hotel byl otevřen 2. února 1908 Josefem M. Razímem, který předtím býval nájemcem hotelu "Záložna" v Bystřici pod Pernštejnem. 1. února 1909 hotel převzal a nově zařídil Boh. Holub, který předtím působil v hotelu Holub.

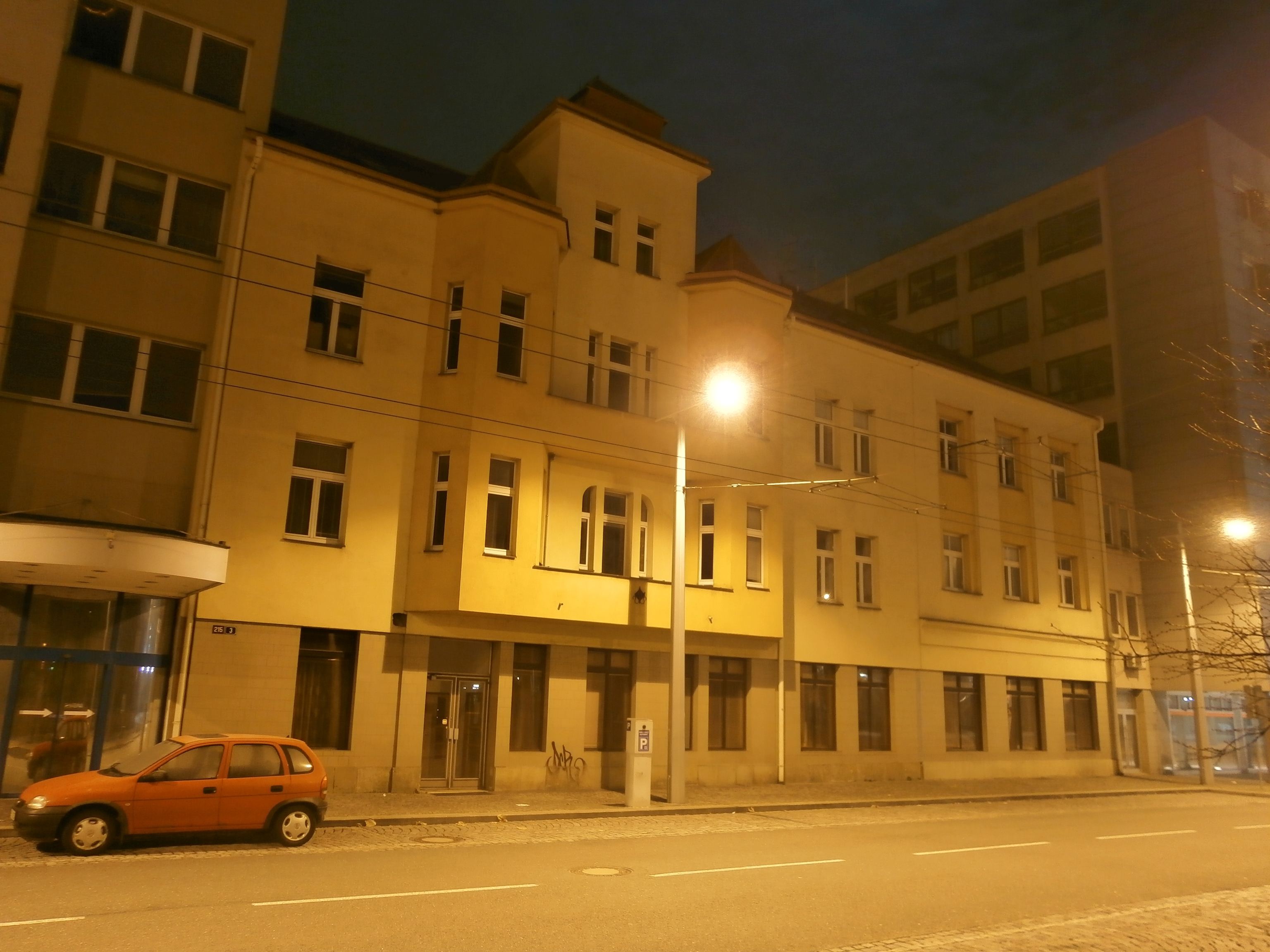
Dnešní vzhled bývalého hotelu Austria

Později byl hotel přejmenován na Slavii a ve 20. letech 20. století patřil Vincenci Hofbauerovi. V roce 1933 hotel koupil od Aloise Hofbauera Václav Štoček, dosavadní nájemce pražské kavárny „Union“ za 1 000 000 Kč. Již následujícího roku utrpěl nový vlastník škodu 400 Kč, když mu někdo z chodby hotelu odcizil kolo, které vyvedl přes dvůr do zahrady a zde ho přehodil přes plot.
14. února 1938 se v hotelu konala konference širšího župního výkonného výboru a předsedů místních organizací živnostenské strany královéhradecké župy. To již nesl název Elektra. 7. srpna téhož roku začínal u hotelu průvod s alegorickými vozy, který uspořádala Severovýchodočeská župa footballová. V témže roce zemský úřad udělil Východočeské elektrárně povolení ke stavbě sekundárních sítí, primární přípojky a transformační stanice pro hotel Elektra. To zde již zmíněná firma sídlila a je tomu dodnes, i když několikrát změnil tento subjekt název (Východočeské energetické závody). V současné době objekt patří společnosti ČEZ Korporátní služby, s. r. o.